# Adolf Frumar
Adolf Frumar (29. srpna 1850 Brodce – 14. června 1913 Praha) byl český učitel a pedagog, autor učebnic a slabikářů.

## Život a působení
Po ukončení učitelského ústavu v Mladé Boleslavi roku 1868 působil na různých školách, od roku 1878 v Praze-Podskalí v ulici Na Hrádku, později byl řídícím učitelem u sv. Petra na Poříčí. Přispíval do učitelských časopisů, Pedagogického slovníku i do Ottova slovníku a vydal řadu učebnic a učebních pomůcek („Dějepisné obrazy“ k obrazům F. Jeneweina, „Zeměpisné obrazy“, „Pravopisné tabule“ aj.).
Byl také činný v učitelských spolcích, v letech 1896-1899 byl starostou „Ústředního spolku jednot učitelských“, členem výboru Ústřední matice školské a zakladatelem a předsedou učitelské záložny „Komenský“. Založil a redigoval časopis „Český učitel“ a od roku 1901 vydával „Učitelské noviny“. Roku 1896 vydal v Chicagu český slabikář pro americké děti, od roku 1899 vycházel Frumarův a Jursův „Slabikář“ s kresbami Mikoláše Alše („Alšův slabikář“, 9 vydání). Roku 1916, už po jeho smrti, vyšel nový Frumarův a Jursův „Slabikář B“ s barevnými obrázky A. Kašpara (10 vydání do roku 1927). 

## Rodina
- Druhá manželka Božena Frumarová, roz. Štorková (1868-1924)[7][8] byla autorkou básní pro děti[9]
- Syn z prvního manželství Vladimír Frumar (1889-1919)[7] se politicky angažoval v mládežnické organizaci Národní strany svobodomyslné a jejích nástupců (Česká státoprávní demokracie, Československá národní demokracie). Od roku 1916 pracoval jako redaktor Národních listů. Zabýval se převážně národohospodářskými tématy.[10] Zemřel předčasně na tuberkulózu.[11]